# Francesc Vicent
Francesc Vicent (* um 1450 in Segorbe, Alto Palancia, Spanien; † um 1512 in Italien?) war ein valencianischer Autor der ersten bekannten und 1495 gedruckten Abhandlung über das moderne Schachspiel. Francesc ist die katalanische Schreibweise des Vornamens. In der Literatur findet man auch die alternativen Schreibweisen Francesch, Francesh sowie die spanische Form Francisco. Das Geschlecht „Vicent“ wird im „Nobiliario español“ erwähnt, wo es heißt, es sei katalanischen Ursprungs und ein Ast der Familie sei später nach Valencia gezogen.
Zu Francesc Vicents Ehren benannte Rafael Ferrando, der Direktor des astronomischen Observatoriums Pla d’arguines de Segorbe, im Jahre 2002 den Asteroiden (78071) Vicent nach ihm.

## Leben und Werk
Über Francesc Vicents Leben ist kaum etwas bekannt. Nach eigenen Angaben in seinem Werktitel lebte er in Valencia. Dort stand er vermutlich in Kontakt mit dem Literaten-Zirkel um Bernat Fenollar, Francí de Castellví und Narcís Vinyoles, welche zwischen 1470 und 1490 das Schachgedicht Scachs d’amor verfassten. Darin werden erstmals die neuen Spielregeln (veränderte Zugweise von Dame und Läufer gegenüber dem bisherigen, „arabischen“ Schach) beschrieben. Garzón nimmt an, Francesc Vicent sei an dieser Neuerung wesentlich beteiligt, wenn nicht gar ihr eigentlicher Initiator – und damit der „Erfinder“ des modernen Schachs – gewesen.
Im Jahre 1495 veröffentlichte Francesch Vicent ein Schachbuch mit dem umfangreichen Titel Libre dels jochs partits dels schacs en nombre de 100, ordenat e compost per mi Francesch Vicent nat en la ciutat de Segorb e criat e vehi de la insigne e valerosa ciutat de Valencia. Es ist die erste gedruckte Abhandlung über Schach und wurde am 15. Mai 1495 in Valencia in valencianischer Sprache von Lope de Roca Alemany und Pere Trincher gedruckt. Sämtliche Kopien dieses Buches sind mittlerweile verschollen. Die letzten bekannten Exemplare befanden sich in der Biblioteca Comunnale de Siena, Italien, und in der Bibliothek von Santa Maria de Montserrat, wo sie 1811 während des spanischen Unabhängigkeitskrieges verloren gingen, als französische Soldaten die Handschriften als Kanonenfutter missbrauchten. Der spanische Schachhistoriker José Antonio Garzón fand nach langen Forschungen in der Biblioteca Malatestiana in Cesena in Italien ein Manuskript, welches eine Zusammenstellung von Vicents Buchinhalt enthielt und Valencia als „Wiege des modernen Schachs“ bezeichnete. Aus dieser Abschrift wird ersichtlich, dass es sich um eine Sammlung moderner Schachprobleme handelte.
Francesc Vicent floh vor der spanischen Inquisition nach Italien, wo er unter der Autorität der Borgia Schutz fand. Dies dürfte erklären, warum in Italien Kopien seines Buches vorhanden sind. Die in Valencia erfundenen, neuen Spielregeln verbreiteten sich in der Folge schnell in Italien und von dort aus in Frankreich und begründeten das Zeitalter des modernen Schachs.